# Емельяновка (Крым)
Емелья́новка  (до середины XIX века Джайтамгалы́; укр. Омелянівка, крымскотат. Caytamğalı, Джайтамгъалы) — село в Нижнегорском районе Республики Крым, центр и единственное село Емельяновского сельского поселения (согласно административно-территориальному делению Украины — Емельяновского сельского совета Автономной Республики Крым).

## Население
| 2001  | 2014  | 2015  | 2016  | 2017  | 2018  | 2019  |
| ----- | ----- | ----- | ----- | ----- | ----- | ----- |
| 1681  | ↘1373 | ↗1374 | ↗1379 | ↗1381 | ↘1368 | ↘1363 |
| 2020  | 2021  |       |       |       |       |       |
| ↘1351 | ↗1352 |       |       |       |       |       |

Всеукраинская перепись 2001 года показала следующее распределение по носителям языка
| Язык             | Процент |
| ---------------- | ------- |
| русский          | 77.39   |
| крымскотатарский | 11.66   |
| украинский       | 9.58    |
| другие           | 0.48    |

### Динамика численности
| - 1805 год — 140 чел. - 1864 год — 19 чел. - 1886 год — 758 чел. - 1889 год — 856 чел. - 1892 год — 959 чел. - 1897 год — 1348 чел. - 1900 год — 823 чел. - 1915 год — 1488/215 чел. | - 1926 год — 1394 чел. - 1939 год — 1299 чел. - 1974 год — 2001 чел. - 1989 год — 1752 чел. - 2001 год — 1681 чел. - 2014 год — 1373 чел. - 2015 год — 1374 чел. - 2016 год — 1379 чел. |

## Современное состояние
На 2017 год в Емельяновке числится 9 улиц и территория Комплекс зданий и сооружений N33; на 2009 год, по данным сельсовета, село занимало площадь 250 гектаров на которой, в 600 дворах, проживало более 1,5 тысяч человек. В селе действуют средняя школа, детский сад «Берёзка», амбулатория общей практики семейной медицины и фельдшерско-акушерский пункт, отделение почты России библиотека-филиал № 19, храм блаж. Ксении Петербургской. Емельяновка связана автобусным сообщением с Симферополем, райцентром и соседними населёнными пунктами.

## География
Емельяновка — село на северо-востоке района, в степном Крыму, недалеко от устья Салгира на правом берегу, высота центра села над уровнем моря — 9 м. Соседние сёла: Цветущее в 1,3 км на юг, Лужки в 2,5 км на запад и Изобильное в 1 км на север. Расстояние до райцентра — около 21 километра (по шоссе), там же ближайшая железнодорожная станция — Нижнегорская (на линии Джанкой — Феодосия). Транспортное сообщение осуществляется по региональной автодороге 35Н-376 от шоссе «граница с Украиной — Джанкой — Феодосия — Керчь» до Изобильного (по украинской классификации — С-0-10920).

## История
Первое документальное упоминание села встречается в Камеральном Описании Крыма… 1784 года, судя по которому, в последний период Крымского ханства Джайтамгалы входил в Кучук Карасовский кадылык Карасъбазарскаго каймаканства. После присоединения Крыма к России (8) 19 апреля 1783 года, (8) 19 февраля 1784 года, именным указом Екатерины II сенату, на территории бывшего Крымского Ханства была образована Таврическая область и деревня была приписана к Левкопольскому, а после ликвидации в 1787 году Левкопольского — к Феодосийскому уезду Таврической области. После Павловских реформ, с 1796 по 1802 год, входила в Акмечетский уезд Новороссийской губернии. По новому административному делению, после создания 8 (20) октября 1802 года Таврической губернии, Джайтамгалы был включён в состав Урускоджинской волости Феодосийского уезда.
По Ведомости о числе селений, названиях оных, в них дворов… состоящих в Феодосийском уезде от 14 октября 1805 года , в деревне Джактам-алы числилось 10 дворов и 140 жителей. На военно-топографической карте генерал-майора Мухина 1817 года деревня Томгалы обозначена с 28 дворами. После реформы волостного деления 1829 года Джайтамгали, согласно «Ведомости о казённых волостях Таврической губернии 1829 года», отнесли к Бурюкской волости (переименованной из Урускоджинской). На карте 1836 года в деревне Джайтамгалы 25 дворов, как и на карте 1842 года.
В 1860-х годах, после земской реформы Александра II, деревню приписали к Шейих-Монахской волости. Согласно «Памятной книжке Таврической губернии за 1867 год», деревня Джайтамгалы была покинута жителями в 1860—1864 годах, в результате эмиграции крымских татар, особенно массовой после Крымской войны 1853—1856 годов, в Турцию и заселена русскими под тем же названием. Согласно «Списку населённых мест Таврической губернии по сведениям 1864 года», составленному по результатам VIII ревизии 1864 года, Джайтамгалы — владельческая русская деревня с 6 дворами и 19 жителями при колодцах. На 1864 год селение было центром Емельяновского сельского общества. Если на карте Шуберта 1865 года обозначена большая деревня Джайтамгалы, то на дополненной и исправленной карте 1876 года — два безымянных хутора. Согласно «Справочной книжке о приходах и храмах Таврической епархии», земля деревни была куплена немцем-колонистом Емельяном Филибертом (по имени которого впоследствии было названо село), затем обменена на земли Петровки, жители которой (214 ревизских душ) переселились в Емельяновку. В 1866 году открыта первая церковь (молитвенный дом, перестроенный из жилого) во имя Ахистратига Михаила.
Впервые в статистических источниках новое название встречается в справочнике «Волости и важнѣйшія селенія Европейской Россіи» 1886 года, согласно которому в деревне Емельяновка (Джайтамгаклы) проживало 758 человек в 101 домохозяйстве, действовали православная церковь, школа, лавка и 2 ярмарки, по данным книги «Города и села Украины. Автономная Республика Крым. Город Севастополь. Историко-краеведческие очерки» — заселено переселенцами из Павловки и Петровки (до 1921 года — Мостополь) Херсонской области. По «Памятной книге Таврической губернии 1889 года», по результатам Х ревизии 1887 года, в деревне числилось 130 дворов и 856 жителей. По «…Памятной книжке Таврической губернии на 1892 год» в деревне Емельяновка, входившей в Емельяновское сельское общество, числилось 959 жителей в 115 домохозяйствах.
После земской реформы 1890-х годов деревню приписали к Андреевской волости. Перепись 1897 года зафиксировала в деревне 1 348 жителей, из них 1 328 православных. По «…Памятной книжке Таврической губернии на 1900 год» в селе Емельяновка числилось 823 жителя в 140 дворах. На 1902 год в деревне работал фельдшер, в Емельяновке проводилась ежегодная трёхдневная Троицкая ярмарка. На 1914 год в селении действовало земское училище. По Статистическому справочнику Таврической губернии. Ч.II-я. Статистический очерк, выпуск пятый Феодосийский уезд, 1915 год, в селе Емельяновка Андреевской волости Феодосийского уезда числилось 249 дворов (204 двора с землёй, 45 — безземельные) с русским населением в количестве 1488 человек приписных жителей и 215 — «посторонних», из которых 885 мужчин и 818 женщин. Жители владели 2558 десятинами удобной земли. В хозяйствах имелось 609 лошадей, 156 волов, 282 коровы и 295 голов мелкого скота.
После установления в Крыму Советской власти, по постановлению Крымревкома № 206 «Об изменении административных границ» от 8 января 1921 года была упразднена волостная система и село вошло в состав Ичкинского района Феодосийского уезда, а в 1922 году уезды получили название округов. 11 октября 1923 года, согласно постановлению ВЦИК, в административное деление Крымской АССР были внесены изменения, в результате которых округа были отменены, Ичкинский район упразднили, включив в состав Феодосийского в состав которого включили и село. Согласно Списку населённых пунктов Крымской АССР по Всесоюзной переписи 17 декабря 1926 года, в селе Емельяновка, центре Емельяновского сельсовета (в коем состоянии пребывает всю дальнейшую историю) Феодосийского района, числилось 310 дворов, из них 275 крестьянских, население составляло 1394 человека, из них 1365 русских, 24 украинца, 2 грека, 1 белорус, 1 эстонец, 1 записан в графе «прочие», действовала русская школа I ступени (пятилетка). В период коллективизации в селе организовано 3 колхоза: колхоз имени Фелько, «Память Ильича» и «2-я пятилетка». Постановлением ВЦИК «О реорганизации сети районов Крымской АССР» от 30 октября 1930 года был создан Сейтлерский район (по другим сведениям 15 сентября 1931 года) и село передали в его состав. По данным всесоюзной переписи населения 1939 года в селе проживало 1299 человек.
После освобождения Крыма от фашистов, 12 августа 1944 года было принято постановление № ГОКО-6372с «О переселении колхозников в районы Крыма» и в сентябре 1944 года в район приехали первые новоселы (320 семей) из Тамбовской области, а в начале 1950-х годов последовала вторая волна переселенцев из различных областей Украины. С 25 июня 1946 года Емельяновка в составе Крымской области РСФСР. Указом Президиума Верховного Совета РСФСР от 18 мая 1948 года, Емельяновку объединили с Ахтыркой с названием Емельяновка. В 1951 году три колхоза села объединились в один — «Память Ильича». 26 апреля 1954 года Крымская область была передана из состава РСФСР в состав УССР. По данным переписи 1989 года в селе проживало 1752 человека. С 12 февраля 1991 года село в восстановленной Крымской АССР, 26 февраля 1992 года переименованной в Автономную Республику Крым. С 21 марта 2014 года в составе Крыма аннексирована Россией.